# Alexandre Georges

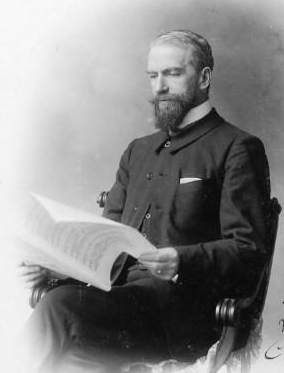
Alexandre Georges

Alexandre Georges (* 25. Februar 1850 in Arras; † 18. Januar 1938 in Paris) war ein französischer Organist, Musikpädagoge und Komponist.

## Leben und Wirken
Georges studierte von 1863 bis 1870 an der École Niedermeyer bei Gustave Lefèvre und Eugène Gigout. Danach wurde er zunächst Organist an der Kirche Saint-Jean-Saint-François, ab 1877 an der Kirche Sainte-Clotilde. Dort lernte er César Franck kennen, der an der gleichen Kirche Titularorganist gewesen war. 1899 wurde er schließlich der Nachfolger von Albert Mahaut an St-Vincent-de-Paul. Daneben unterrichtete er Komposition an der École Niedermeyer.
Als Komponist trat Georges sowohl mit kirchenmusikalischen als auch weltlichen Werken hervor. Seine Oratorien La Passion und Notre-Dame de Lourdes wurden häufig in Paris und anderen Städten aufgeführt; außerdem komponierte er ein Requiem und eine Messe à la gloire de Notre-Dame des Flots. Bekannt wurden Lieder nach Texten von Anna de Noailles und Jean Richepin, die Légende bretonne sowie die Liedsammlungen Petites poèmes au bord de l’eau und Chansons de Miarka. Auch als Opernkomponist hatte Georges Erfolg.

## Bühnenwerke
- Le Printemps, komische Oper, 1890
- Alceste, Bühnenmusik, 1892
- Axel (Libretto: Auguste de Villiers de L’Isle-Adam), 1894
- Le Nouveau Monde (Libretto: Auguste de Villiers de L’Isle-Adam), (1895)
- Myrrha,  römische Sainete, 1895
- Charlotte Corday, Oper, 1901
- Miarka (Libretto: Jean Richepin), Comédie lyrique, 1905
- Sangre y sol (Sang et Soleil), Oper, 1912
- La Marseillaise ou le chant de Guerre de l'Armée du Rhin, Oper, 1923
- Balthazar ou La Fin de Babylone (Libretto: Charles Grandmougin), Oper, 1925
- La Maison du Pêché (Libretto: Marcelle Tinayre), Oper (ungedruckt und nicht aufgeführt)
- Aucassin et Nicolette, Comédie-lyrique (ungedruckt und nicht aufgeführt)